# Borgstena
Borgstena é uma aldeia da região de Gotalândia, na província da Västergötland. Pertence à comuna de Borås, no condado da Västra Götaland. É atravessada pela Linha de Alvsburgo e é dominada por algumas grandes empresas.

## Economia
- Borgstena Textile  (fábrica de têxteis para automóvel)[2]

## Património
- Igreja de Borgstena (ca. 1146)[3]
- Borgstena Allhall (pavilhão gimno-desportivo)[4]

## Coletividades
- Borgstena Idrottsförening  (futebol - ténis de mesa - esquis - ginástica)[5]